# (6501) Isonzo
(6501) Isonzo (1993 XD) – planetoida z pasa głównego asteroid okrążająca Słońce w ciągu 3,54 lat w średniej odległości 2,32 j.a. Odkryta 5 grudnia 1993 roku.